# College rock
Il college rock è un termine nato negli Stati Uniti per definire l'alternative rock degli anni ottanta, prima che il termine "alternative" diventasse di uso comune.

## Storia del genere
Il genere fu così chiamato perché era trasmesso principalmente sulle stazioni radiofoniche di college ed università. I gruppi ascrivibili al college rock sperimentavano mescolanze di post punk e new wave con uno stile pop, dal sapore underground.
Tra gli ispiratori del genere si possono annoverare i Talking Heads e i Devo.
Come avviene anche per l'alternative rock, questo termine non è rivolto espressamente ad un genere musicale canonico, ma può essere impiegato per definire stili e sonorità differenti, che spaziano dal post punk al funk rock, dal crossover al jangle pop, all'indie e al rap rock. Negli anni ottanta, artisti come i R.E.M., i 10,000 Maniacs ed i The Replacements sono divenuti tra i gruppi riferimento di questa corrente.
Verso gli anni novanta, il genere venne ribattezzato "alternative rock", espandendosi grazie a sottogeneri come il grunge e l'indie rock.